# 六合专区
六合专区，1966年至1970年间中华人民共和国江苏省专区之一，在今南京市、扬州市、淮安市境。
1966年3月，以六合县、江浦县、仪征县、金湖县、盱眙县五县置六合专区，专区所在地在六合县六城镇。1970年，撤销六合专区改制六合地区。1971年撤销六合地区，六合县归属扬州地区、江浦县复属南京市。